# 芮稷
芮稷（1446年—？），字維馨，直隸常州府宜興縣人，民籍，明朝政治人物。

## 生平
成化七年（1471年）辛卯科應天鄉試第九十一名舉人，十七年（1481年）中式辛丑科會試第九十二名，二甲第九十五名進士。

## 家族
曾祖芮叔遠；祖父芮公明；父芮以端，封給事中。母張氏（封孺人）。慈侍下。兄芮畿、芮畹、芮畛，從弟芮思。